# Куплонгинский
 Куплонгинский  — посёлок в Килемарском районе Республики Марий Эл. Входит в состав Юксарского сельского поселения.

## География
Находится в западной части республики Марий Эл на расстоянии приблизительно 44 км по прямой на юг-юго-восток от районного центра посёлка Килемары.

## История
Образован в 1948 году на месте лесоучастка, организованного для расчистки лесоповала. Лесоучасток первоначально носил название Сталинградский, поскольку заготовкой древесины занимались рабочие из города Сталинграда. В 1958 году в посёлке в 46 домах проживал 221 человек, в 1967 году числилось 108 человек, в 1973 году 13 хозяйств и 39 человек. В 1998 году в посёлке насчитывался 21 двор.

## Население
Население составляло 53 человек (мари 74 %) в 2002 году, 69 в 2010.